# Ермуполи
Ермуполи, старински Ермуполис (грч. Ερμούπολη) град је у Грчкој и управно средиште префектуре Киклади, као и истоименог острвља. Ермуполи је и највеће место на острву Сирос.

## Назив
Најстарији облик имена града је Хермоуполис и он представља хеленизован облик сложенице "Хермесов град“.

## Географија
Град Ермополи се налази у средишњем делу острва и префектуре Киклади. Град је смештен на источној страни остра Сирос у омањем заливу, где се налзи градска лука. У близини града постоје лепе пешчане плаже.
Клима у Ермополију је средоземна са дугим и топлим летима и благим и не толико кишовитим зимама. Мањак падавина је особен за већину грчких острва која су удаљена од копна.

## Историја
Град Ермополи је млад град, иако је историја острва Сирос много дужа и веома богата. Град је основан у циљу ојачавања источног дела младе грчке државе почетком 19. века. Ермополи је настао као ново насеље уз дотад најважније место острва Ано Сирос, које се налазило у унутрашњости острва, безбеднијој од напада са мора, посебно гусара. Време настанка је време оснивања савремене грчке државе, чине су омогућени услови за безбеднији живот и оснивање насеља у приобаљу. 
Ермополи је одмах по оснивању постао важно место и управно средиште Киклада и важна лука новостворене државе. Градска лука је била „врата ка Истоку“ и место где су се ускоро почели насељавати Грци из суседних области, тада под Турцима. Лука је била најважнија у држави, одмах после пирејске. Уз њу се од 1856. године развило и велико бродоградилиште. Све ово је омогућило брз прилив становништва, како са околних острва Киклада, тако из околних подручја тадашње османске царевине, насељених махом Грцима. Ово је био велики подстрек за изградњу велелепних здања у граду, посебно градских катедралних храмова. Подигнуте су и бројне јавне грађевине у неокласицистичком стилу.
У 20. веку Ермополи се није нагло развијао као у претходном, али је задржао своју важну саобраћајну и управну позицију овог дела државе. Успорени развој био је нарочито приметан после Другог светског рата, када је град тешко страдао и када је било најприсутније исељавање са острва на копно. Последњих деценија поновно оживљавање града везано је за брз развој туризма како у граду и околини, тако и на свим острвима Киклада.

## Становништво
Ермополи данас има око 14.000 становника, а више од 20.000 у градском подручју. И поред тога што спада у најмања средишта префектура у земљи, он спада и међу најдинамичније, са брзим развојем захваљујући туризму и саобраћајном чворишту. Становништво града су углавном етнички Грци, православни и римокатолици.

## Привреда
Ермополи је важно трговачко-пословно, управно и образовно средиште Киклада. Посебно је важно истаћи улогу града као дистрибутивног центра на свим пољима за бројна околна острва. Ово је посебно важно лети, када овде борави велики број туриста.
Ермополи је и важно образовно средиште - Универзитет Егеја има овде своје седиште и његов највећи део.
На острву близу Ермополија постоји и Међународни аеродром Сирос.